# Desno Željezno
Desno Željezno – wieś w Chorwacji, w żupanii sisacko-moslawińskiej, w gminie Martinska Ves. W 2011 roku liczyła 170 mieszkańców.